# Люлин, Михаил Фёдорович
Михаил Фёдорович Люлин — советский хозяйственный, государственный и политический деятель, Герой Социалистического Труда.

## Биография
Родился в 1917 году в селе Благодатка. Член КПСС.
С 1932 года — на хозяйственной, общественной и политической работе. В 1932—1977 гг. — рабочий лесничества в Моршанском районе, участник Великой Отечественной войны, плотник в Моршанске, Ленинграде, плотник, бригадир бетонщиков, плотников трестов «Химпромстрой», «Тамбовжилстрой», «Тамбовстрой».
Указом Президиума Верховного Совета СССР от 11 августа 1966 года присвоено звание Героя Социалистического Труда с вручением ордена Ленина и золотой медали «Серп и Молот».
Умер в 1997 году.